# Мёртвые земли
«Мёртвые земли» (англ. The Dead Lands) — кинофильм режиссёра Тоа Фрейзера, вышедший на экраны в 2014 году. Лента выдвигалась на премию «Оскар» за лучший фильм на иностранном языке, однако не была номинирована.

## Сюжет
Дело происходит в давние времена в местности, населяемой народом маори. Группа воинов, возглавляемая вероломным Вирепой, нападает на деревню соседнего племени и убивает вождя. 14-летний сын вождя Хонги клянётся отомстить, однако в одиночку он не сможет этого добиться. Когда Вирепа и его бойцы, возвращаясь к своим, решают срезать и пройти через «мёртвые земли», считающиеся проклятыми, Хонги обращается за помощью к одинокому Воину, оставшемуся здесь после гибели всего своего племени и наводящему на ужас окружающую местность. После некоторых сомнений Воин решает помочь мальчику. Они устремляются в погоню за Вирепой...

## В ролях
- Джеймс Роллестон — Хонги
- Лоренс Макоур — Воин
- Те Кохе Тухака — Вирепа
- Хавьер Хоран — Ранги
- Раукура Туреи — Мехе
- Джордж Хенаре — Тане
- Рина Оуэн — Бабушка
- Пана Хема Тейлор — Мана

## Награды и номинации
- 2013 — приз зрительских симпатий на Брисбенском кинофестивале.
- 2014 — три национальные кинопремии Новой Зеландии за лучшие костюмы, грим и визуальные эффекты, а также 9 номинаций.